# Аль-Карама
Аль-Карама (араб. نادي الكرامة الرياضي‎) — сирийский футбольный клуб из города Хомс, выступающий в сирийской Премьер-лиге.

## История
Клуб является одной из старейших в Азии. Он был основан ещё в 1928 году.

## Лига чемпионов АФК
В 2006 году клуб вышел в финал азиатской кампании CL, выиграв большинство крупных азиатских футбольных команд. Клуб играл на пути к полуфиналу «Аль-Вахда» из ОАЭ, «Саба Ком» из Ирана вместе с командой возглавляли международный бомбардир Али Даей и «Аль-Гарафа» из Катара ( действующие чемпионы Qater League в то время). Они финишировали на вершине группы и вышли в четвертьфинал с 4 победами и 2 поражениями.

## Достижения
Чемпионат Сирии

 (8) — 1974-75, 1982-83, 1983-84, 1995-96, 2005-06, 2006-07, 2007-08, 2008-09

 (12) — 1977, 1985, 1987, 1990, 1993, 1998, 1999, 2001, 2004, 2005, 2010, 2011
Кубок Сирии

 (8) — 1982-83, 1986-87, 1994-95, 1995-96, 2006-07, 2007-08, 2008-09, 2009-10

 (2) — 1990, 1998
 Обладатель Суперкубка Сирии (2) — 1985, 2008
Финалист Лиги чемпионов АФК 

 2006
Кубок АФК 

 2009